# الروضة (مدينة أثرية)
مدينة الروضة الأثرية في سورية والتي اكتشفت في عمق البادية السورية خلال المسح الأثري للمناطق الجافة الهامشية عام 1997 م في وسط سوريا.

## بداية التنقيب
الروضة هي مثال حي لحاضرة حقيقية في قلب الصحراء تمتاز بكل خصائص ومقومات المدن الحضرية المستقرة زراعيا واقتصاديا ودينيا حيث تدل جميع المكتشفات واللقى التي تم العثور عليها في هذه المدينة التاريخية المهمة على أنها كانت مركزا إستراتيجيا للتبادل التجاري بين الساحل السوري وبلاد الرافدين لكونها كانت تحتل الموقع الوسط بينهما في وسط سوريا.
ويعتقد علماء الآثار والباحثون أن مدينة الروضة التي تغطي مساحتها 16 هكتارا بما في ذلك أسوارها الداخلية والخارجية تأسست في فترة توسع إقليمي وذلك قبل نهاية الألف الثالث قبل الميلاد ورغم وجودها في منطقة تعد خالية من المدن آنذاك تدل التنقيبات والمسوحات الأثرية أنها مدينة كاملة ومنظمة بشكل واضح وأن مخططها الهندسي موضوع ومعتمد قبل بنائها أي بعبارة أخرى لم يتم إنشاء المدينة بشكل عفوي كما بقى مخططها بالصورة التي وضع فيها أول مرة من قبل المهندسين الأوائل للمدينة دون أي تعديل وهذا النمط في تأسيس المدن ولد ونشأ في سورية منذ فجر التاريخ كما يشير علماء الآثار والباحثين.

## تخطيط المدينة
التخطيط المتقن للمدينة أدهش علماء الآثار، شوارع المدينة الدائرية والشعاعية تلتقي في مركزها وتصل إلى أبوابها الخمسة حيث وصل التنقيب إلى بابيها الشمالي والشرقي وتبين أن أبوابها قوية ومحصنة وذات قدرة دفاعية عالية حيث يبلغ عرض الباب 3 أمتار إضافة إلى أربعة خطوط دفاعية عند الباب الخارجي وهذه التحصينات مستغربة لأنها تحتل ثلث مساحة هذه المدينة الأثرية.
وأشار مسؤولون في بعثة التنقيب الفرنسية السورية المشتركة إلى أن مدينة الروضة تقع في المنطقة الجافة التي تسمى منطقة الاستقرار الخامسة شرق خط المطر 200 مم وتبعد حوالي 80 كم إلى الشمال الشرقي من السلمية في محافظة حماة وهي عبارة عن تل دائري الشكل يتراوح ارتفاعه بين 2 و3 أمتار وهذه حالة نادرة لموقع أثري في هذا المكان في الشرق الأوسط وذلك ضمن منخفض طبيعي يسمى فيضة الروضة في قلب وادي العمور الذي ترفده بين الوديان الصغيرة القادمة من جبل البلعاس وبالتالي فإن الأراضي الموجودة في هذه المنطقة خصبة وصالحة للزراعة وتحيط بها مناطق جافة وقاحلة على شكل مراع ما زالت نباتاتها الرعوية موجودة حتى الآن ومنذ الألف الثالث قبل الميلاد لم تتغير وهذا ما يميزها عن غيرها من المدن القديمة المكتشفة في نفس الفترة مثل حضارات وممالك ماري وإبلا وقَطْنَا وغيرها من المدن القديمة في سوريا.
ولفت المسؤولون إلى أنه تم اكتشاف بيوت منظمة من الداخل بمساحة 150 مترا مربعا وذلك في الحي السكني إلى الغرب من هذه المدينة إلى جانب مواد في أرضية المنزل كالجرار والأختام الفخارية وبعض التماثيل الصغيرة على شكل حيوانات وحاجات منزلية مثل الطواحين الصغيرة وقطع لغزل الصوف وتماثيل بشرية كالتي وجدت في مملكتي قَطْنَا وإبلا.

## المكتشفات الأثرية

### المنشآت الدينية
من أهم المكتشفات الأثرية التي تم العثور عليها خلال المسح الجيوفيزيائي في هذا الموقع التاريخي المهم أوضح المسؤولون في البعثة الأثرية اكتشاف ثلاثة معابد أحدها ظاهر على سطح المدينة وعدة منشآت دينية خارج المعبد وأحواض مصنوعة من الجص يعتقد أنها كانت تستخدم للتطهر وتماثيل حجرية للآلهة وطاولة من التراب لوضع الهدايا المقدمة، عليها لافتتين.

### تمثال الإله
إلا أن أبرز ما تم العثور عليه هو رأس من الجبصين يندر وجوده في ذلك العصر وقد ذكر في نصوص مارى وتمثال إله حجري بطول 320 سم وهو يعتبر أطول إله حجري اكتشف حتى الآن إضافة إلى اكتشاف أوان ومنها جرة فخارية ضمن أحد البيوت والتي تقدم كهدايا للآلهة تحوى 300 خرزة من القواقع والحجر وقطعا من بيض النعام والبرونز تم استقدامها من أماكن بعيدة مثل الخليج العربي والهند وأفغانستان وهذا دليل آخر على أن مدينة الروضة كانت ضمن شبكة العلاقات العالمية آنذاك.

### قبر البئر
وقد كشفت أعمال التنقيب إلى الغرب من المدينة أيضا مقبرة فيها 78 قبرا محفورة بالطبقة الصخرية سميت /القبر البئر/ وهي على أشكال متعددة دائرية وفردية وجماعية بينها 3 غرف جنائزية وبعض عظام الموتى والفخاريات وكلها تعود لعصر بناء المدينة والأهم من ذلك كله هو أعمال التنقيب التي اتسعت حتى 100 كم مربع حول المدينة لمعرفة الوسط المحيط بها ومعرفة كيف كان يعيش 3 آلاف شخص ضمن منطقة جافة كهذه حيث المواقع السكنية المكتشفة تدل على وجود تسلسل عمراني /الروضة المدينة الكبرى/ ثم قرى كبيرة وقرى صغيرة ومزارع لأنصاف المستقرين ومصاطب على شكل بساتين صغيرة حول المدينة تؤكد أن البادية كانت مسكونة وبشكل واسع وأن الرعاة الذين أقاموا فيها في ذلك العصر تركوا منشآت غاية في الدقة والذكاء منها دوائر حجرية وصل عددها إلى 130 و12 إلى 15 مصيدة على شكل مثلث مفتوح يعتقد أنها كانت تستخدم في عملية صيد الغزلان أو في تربية المواشي وقد صممت بشكل ذكى جدا بحيث لا تراها الحيوانات الداخلة إليها وأما الصمغ فقد استعملوه لحفظ مياه الأمطار بغية سقاية مواشيهم وكل ذلك يدل على أن النشاط الرعوي كان أساسيا في تلك الفترة ولايزال حتى الآن.

### الزراعة
وأما الزراعة فكانت تلعب دورا مهما في اقتصاد المدينة فقد وجدت آثار لزراعة القمح والشعير وأيضا بعض الأشجار المثمرة مثل الزيتون والعنب وبعض أنواع الخضار والفواكه والحبوب وهذا يحتاج إلى استعمال الري وكان ذلك عن طريق جدار حجري طويل اكتشف جنوب موقع المدينة يعنى بحجز المياه الآتية من جبل البلعاس عبر وادي العمور من الدخول إلى المدينة وبنفس الوقت يحولها إلى الفيضة وفي شمال الموقع جدار حجري آخر يحفظ المياه المحجوزة للاستفادة منها في الري.

## خلاصة
ومن خلال ما تقدم من شرح لاكتشاف حاضرة في قلب الصحراءفي سورية خلص الباحثون إلى تساؤلات عديدة وغريبة ما زال البحث جاريا لمعرفة المزيد عنها وهي ما أسباب وجود مدينة في قلب البادية بعيدة عن المناطق المستقرة بالموارد المائية ومن مؤسس تلك المدينة وما دور البدو الرحل في ذلك وكيف كان أهلها يعيشون ولماذا لم تسكن سوى فترة تتراوح بين 300 و400 سنة بعد هذا الإنشاء المعماري الضخم للمدينة رغم أن المناخ والظروف الطبيعية القاسية للموقع هي نفسها لم تتغير وأخيرا يمكن القول إن المكتشفات والتنقيبات الأثرية لهذا الموقع التاريخي المهم ستجيب مستقبلا عن كل هذه التساؤلات وتكشف المزيد من أسرار تكوين وتأسيس هذه المدينة وطبيعة الحياة التي تشكلت فيها.